# Xyletobius roridus
Xyletobius roridus là một loài bọ cánh cứng thuộc họ Ptinidae.